# Le Baptême du Christ (Le Greco)
Pour les articles homonymes, voir Le Baptême du Christ.
Le Baptême du Christ, relatif à un épisode bien connu de la vie de Jésus Christ, est un tableau peint par Le Greco (Domenikos Theotokopoulos, 1541-1614). Cette huile sur toile mesure 350 centimètres de haut sur 144 cm de large, et a été réalisée entre 1596 et 1600. Ce travail fut réalisé pour le retable du Collège des Sœurs augustines de María d'Aragon, à Madrid. Actuellement cet édifice est le siège du Sénat, et le tableau est conservé au Musée du Prado de Madrid, en Espagne.

## Description
La composition se divise en deux plans. Un plan inférieur, terrestre, dans lequel Jean-Baptiste baptise Jésus-Christ. Un plan supérieur, céleste, dans lequel apparaît Dieu le Père. Les deux plans sont séparés par la figure de l'Esprit Saint sous forme de colombe.
Dans la zone inférieure, on peut voir des anges qui soutiennent un manteau rouge au-dessus de la figure du Christ. Saint Jean est en train de verser de l'eau avec une coquille sur la tête de Jésus, alors que son autre main adopte une position typique du Greco : union des doigts annulaire et majeur. Dans la zone céleste, il y a d'autres petits anges qui montent en un mouvement centrífuge. Ils se manifestent en différentes positions, ce qui donne du dynamisme à la composition.
Peintre maniériste, Le Greco conserve ici des influences de Michel-Ange dans la musculature des corps. Cependant, ceux-ci adoptent déjà la stylisation typique du peintre.
Le centre du tableau est dominé par le corps monumental du Christ, représenté selon les proportions traditionnelles et éloignées de la stylisation des figures qui dominent dans les œuvres postérieures du Greco.